# Horlești
Horleşti é uma comuna romena localizada no distrito de Iaşi, na região de Moldávia. A comuna possui uma área de 50.87 km² e sua população era de 2958 habitantes segundo o censo de 2007.